# Zincirlikuyu
 (février 2025).
Motif : Absence de sources
- Archive Wikiwix
- Bing
- Cairn
- DuckDuckGo
- E. Universalis
- Gallica
- Google
- G. Books
- G. News
- G. Scholar
- Persée
- Qwant
- (zh) Baidu
- (ru) Yandex
- (wd) trouver des œuvres sur Wikidata

| 1. | Préciser le motif de la pose du bandeau. | Précisez le motif de la pose du bandeau en utilisant la syntaxe suivante : {{admissibilité à vérifier\|date=mars 2025\|motif=remplacez ce texte par le motif}}                    |
| 2. | Informer les utilisateurs concernés.     | Pensez à avertir le créateur de l'article, par exemple, en insérant le code ci-dessous sur sa page de discussion : {{subst:avertissement admissibilité à vérifier\|Zincirlikuyu}} |

Zincirlikuyu est une station de la ligne de  transport en commun rapide Metrobus d'Istanbul. La station est située sous le boulevard Barbaros près du périphérique intérieur d'Istanbul, au sud du Levent. La gare est un terminus pour trois des sept lignes de bus Metrobüs, conduisant à des transferts fréquents entre les bus. Une connexion au M2 du métro d'Istanbul est disponible ainsi qu'à plusieurs lignes de bus urbains. En raison de son emplacement à proximité du principal quartier financier de la ville, Zincirlikuyu est l'une des gares les plus fréquentées du système Metrobüs.
La station a été ouverte le 8 septembre 2008 dans le cadre de l'expansion de la ligne à dix stations vers l'est. 